# Boliviano
Pour les articles homonymes, voir BOB.
Le boliviano est le nom de la monnaie bolivienne dont le  code ISO est BOB. Un boliviano se subdivise en 100 centavos. Son émission est contrôlée par la Banque centrale de Bolivie et la conversion en novembre 2005 était de 8 BOB pour 1 dollar et 9,7 BOB pour 1 euro.
Les différentes pièces de monnaie sont : 10, 20 et 50 centavos et 1, 2 et 5 bolivianos. Les différents billets sont : 10, 20, 50, 100 et 200 bolivianos.
Le boliviano avait déjà été la monnaie du pays entre 1864 et 1965.

## Histoire
À la suite de l'indépendance de la Bolivie, le Congrès Constitutif approuva une loi disposant d'une monnaie nationale le 20 novembre 1826. La Casa de Moneda de Potosí commença à frapper la nouvelle monnaie en 1827, l’escudo boliviano.
Description de la première monnaie bolivienne : À l'avers, une légende dans le périmètre disait Libre por la Constitución et dans le centre se trouvait le buste du Libertador Simón Bolívar. Au revers se trouvait l'arbre de la liberté, à ses flancs une paire de lamas se faisant face et la légende República Boliviana, et dans la partie inférieure, six étoiles représentaient les départements qui divisaient le territoire. Sur la tranche, la légende Ayacucho, Sucre 1824 en l'hommage à la victoire d'Antonio José de Sucre.
Ces monnaies étaient d'argent et d'or : le système met en place le sol comme multiple, le peso et le scudo, avec 8 sols d'argent pour 1 peso, et 16 sols pour 1 scudo d'or. Ce pays frappe parmi les plus grosses pièces d'or du siècle, puisque la 8 scudos pèse 27 g à 875 pour mille.
En 1863, un changement intéressant dans le système monétaire de la Bolivie se produisit puisqu'on remplaça le système octal par le décimal. On passe par une monnaie transitoire, dénommée le melgarejo.
L'année suivante, on se met à frapper des pièces d'un boliviano qui se divisait en cent centavos (au départ centesimos).
En 1965, le peso boliviano devient la nouvelle unité monétaire.
Depuis le 28 novembre 1986, le boliviano remplace de nouveau le peso boliviano ($b). Après deux années de transition, le boliviano est la monnaie unique légalement acceptée en Bolivie. Un boliviano équivaut à 1 million de pesos bolivianos.